# Teatro Luis Peraza
Teatro Luis Peraza es el nombre que recibe un espacio cultural localizado en el Municipio Libertador al oeste del Distrito Metropolitano de Caracas y al centro norte del país sudamericano de Venezuela.
Se ubica desde 1952 en la llamada Avenida Ciudad Universitaria, al lado de la Iglesia o Basílica San Pedro. Es accesible a través de la cercana Estación Los Símbolos de la Línea 3 del sistema Metro de Caracas.
En el lugar funciona el denominado Centro de Creación Artística TET (Taller Experimental de Teatro). Este teatro debe su denominación a Luis Peraza (1908 –1973) un destacado poeta, cuentista, periodista,  comediógrafo y director de teatro venezolano.